# Chronologie du siège de Québec de 1759
Cet article est la chronologie du siège de Québec de 1759, des préparatifs en vue du siège de la ville jusqu'à sa capitulation le 18 septembre 1759.

## Mars
- Le mardi 6, le major-général James Wolfe, qui se trouve à bord d'un vaisseau sur l'Atlantique, écrit à son supérieur le Commandant en chef Jeffery Amherst pour lui proposer que si la prise de Québec échoue, qu'on y jette le feu, que les récoltes, bestiaux et habitations de la région soient détruits, que le plus grand nombre possible de Canadiens soient déportés en Europe, pour « apprendre à ces canailles à faire la guerre d'une plus noble manière[1]. »

## Mai
- Le jeudi 10, M. de Bougainville, colonel, débarque à Québec avec les nouvelles de France[2]. Quelques navires arrivent à sa suite dans les jours suivants[3].
- Le mardi 15...
  - Arrivée de James Wolfe à Louisbourg en provenance de Halifax, où il était arrivé le 30 avril en provenance d'Angleterre[4].
  - Le vice-amiral britannique Charles Saunders, à bord du Neptune ancré dans le port de Louisbourg, communique ses ordres et instructions, dont les signaux qui devront être employés pour la communication navale de la flotte se dirigeant sur Québec[5]
- Le vendredi 18, 16 navires abordent à Québec. C'est le tiers de ce qui avait été demandé. (un convoi de 18 navires de ravitaillement conduit par le lieutenant de frégate Kanon débouche de la Gironde vers le St-Laurent.)[6]
- Le dimanche 20...
  - Le Marquis de Montcalm, lieutenant-général depuis le 20 octobre 1758, arrive à Québec[7]. Selon Stacey, il quitte Montréal le 21 et arrive à Québec le soir du 22[8].
  - L'amiral Durell fait ancrer ses navires à l'Île Saint-Barnabé, en face de Rimouski.
- Le mardi 22, on ordonne l'évacuation de la Côte-du-Sud, de l'Île d'Orléans et de l'Île aux Coudres. Les femmes, enfants, vieillards et invalides doivent se rendre tous à Québec. Certains habitants restent et se cachent dans les bois, emportant avec eux leur bétail et leur mobilier de valeur[9].
- Le jeudi 24...
  - On creuse une ligne de retranchement le long de la rive droite de la rivière St-Charles[8].
  - On coule des bateaux dans le canal Traverse pour en bloquer l'accès[8]. Cependant, le canal s'avère trop large et il n'est pas possible de le bloquer entièrement[10].
- Le vendredi 25, le Marquis de Vaudreuil, gouverneur général, arrive à Québec en provenance de Montréal[11]. Selon Stacey, il arrive le 24[12].
- Le dimanche 27, des troupes de soldats réguliers commencent à arriver de Montréal et sont logés dans un camp à l'ouest de la rivière St-Charles[12].
- Le lundi 28, le navire de guerre Princess Amelia jette l'ancre à l'Île-aux-Coudres. L'île est déserte et on fait descendre des troupes le lendemain[13]. (Des vents défavorables retiennent la flotte à cet endroit jusqu'au 8 juin[14].)

## Juin
- Le vendredi 1er, la flotte britannique ancrée à Louisbourg met le cap sur le fleuve St-Laurent[15].
- Le lundi 4...
  - Wolfe, à bord du navire de guerre Neptune, quitte le port de Louisbourg en direction du fleuve St-Laurent[16]. Il commande 8 500 soldats[17].
  - début des travaux de la ligne de défense le long de la côte de Beauport[10].
- Le jeudi 7, M. de Niverville revient de son expédition sur l'Île aux Coudres vers 4h du matin. Des prisonniers britanniques fournissent des informations sur la flotte britannique qui arrive[18].
- Le vendredi 8, la division de navires commandée par le capitaine William Gordon passe devant le Cap Tourmente, là où des batteries françaises ne sont finalement pas construites[14].
- Le dimanche 10 juin, conseil de guerre: Jean Vauquelin doit commander deux frégates, l'Atalante et la Pomone stationnées à l'anse des Mères afin d'empêcher les Anglais de passer en amont de Québec.
- Le jeudi 14, Gordon, ayant passé le canal Traverse sans difficulté, fait jeter l'ancre quelque part entre l'Île Madame et l'Île d'Orléans[14].
- Le 17, les hommes du capitaine François-Marc-Antoine Le Mercier qui sont sur l'Île d'Orléans avec un canon capturent le Squirrel et son équipage de 8 hommes[19].
- Le lundi 18, il y a échange de coups de canon entre les hommes de Le Mercier et le navire Pembroke[19].
- Le mardi 19... 
  - il y a échange de coups de canon entre les hommes de Le Mercier et le navire  Centurion[19].
  - le Nepture jette l'ancre au Bic. La frégate Richmond va le rejoindre et rapporte les incidents des jours précédents[20].
- Le jeudi 21, le camp français apprend l'arrivée de la principale flotte britannique par le canal Traverse[19].
  - Vaudreuil décide de désarmer les deux frégates de l'anse des Mères et les envoyer en amont.
- Le samedi 23, Wolfe rejoint l'amiral Philip Durell vis-à-vis l'Île aux Coudres[20].
- Le lundi 25, la flotte de Saunders arrive vis-à-vis l'Île aux Coudres[20].
- Le mercredi 27...
  - un fort vent du nord-est atteint la région et quelques bâtiments britanniques sont brisés[21].
  - 27, la flotte britannique opère un débarquement de troupes (dont les Grenadiers de Louisbourg) sur l'Île d'Orléans[22]. Le site du débarquement se situe sur la rive sud de l'île, à env. six milles de sa pointe ouest. Wolfe débarque le même jour sur l'île[20].

- Le jeudi 28...

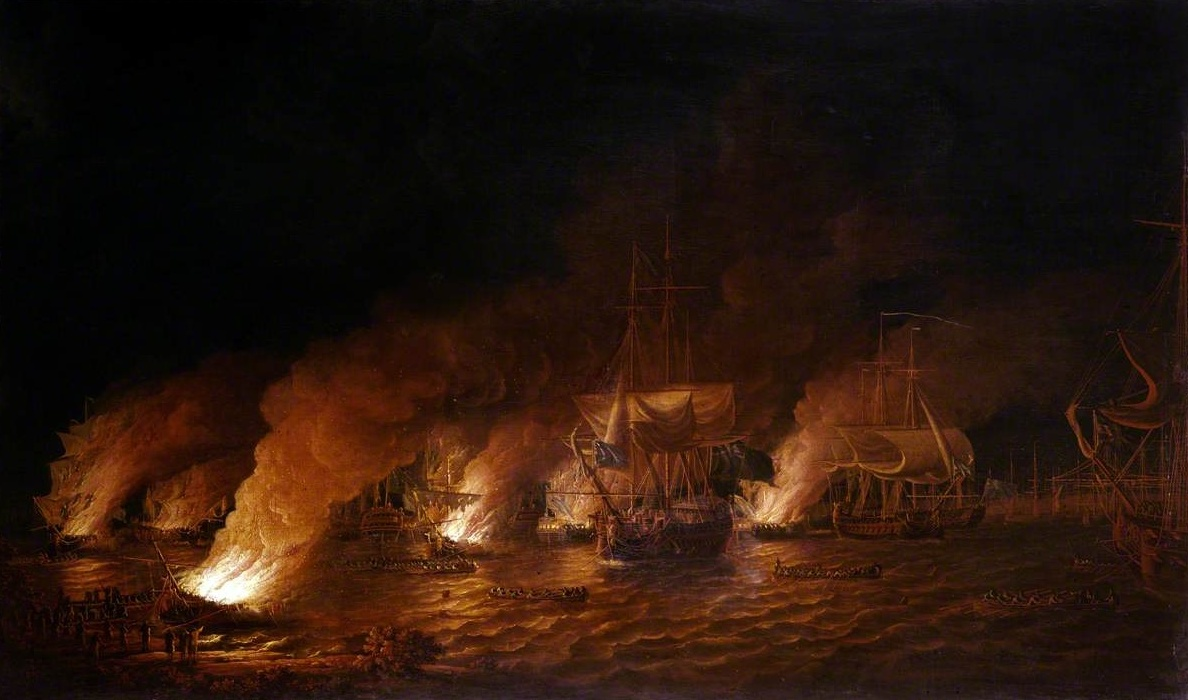
L’échec de l'attaque des brûlots contre la flotte britannique.

  - James Wolfe signe à St-Laurent, sur l'Île d'Orléans, un manifeste terroriste adressé à la population canadienne. Des copies du manifeste sont placardées sur les portes de diverses églises dans la région[23].
  - vers 22h l'armée française attaque la flotte britannique ancrée à l'Île d'Orléans avec des brûlots. Il y a confusion et les brûlots sont allumés trop tôt[24].
- Le vendredi 29... 
  - Le détachement de soldats sur l'Île d'Orléans marche six milles sous le commandement du colonel Guy Carleton et se campe en vue de la ville de Québec et de l'armée française campée à Beauport sur la côte du nord[15].
  - Au cours de la nuit, le camp britannique opère le débarquement de troupes légères à la Pointe-Lévy (près de Beaumont), suivi le lendemain matin de la brigade de quatre bataillons commandée par Robert Monckton et d'un groupe de Rangers[25],[26]. Ils sont attaqués par un petit groupe de miliciens dirigé par le capitaine de Léry[26].
- Le samedi 30, une expédition contre les troupes britanniques à la Pointe Lévy est annulée sur mauvaise information d'un prisonnier  britannique qui assure que le débarquement est une ruse et que Wolfe planifie son principal débarquement à Montmorency[27].

## Juillet
- Le dimanche 1er, 

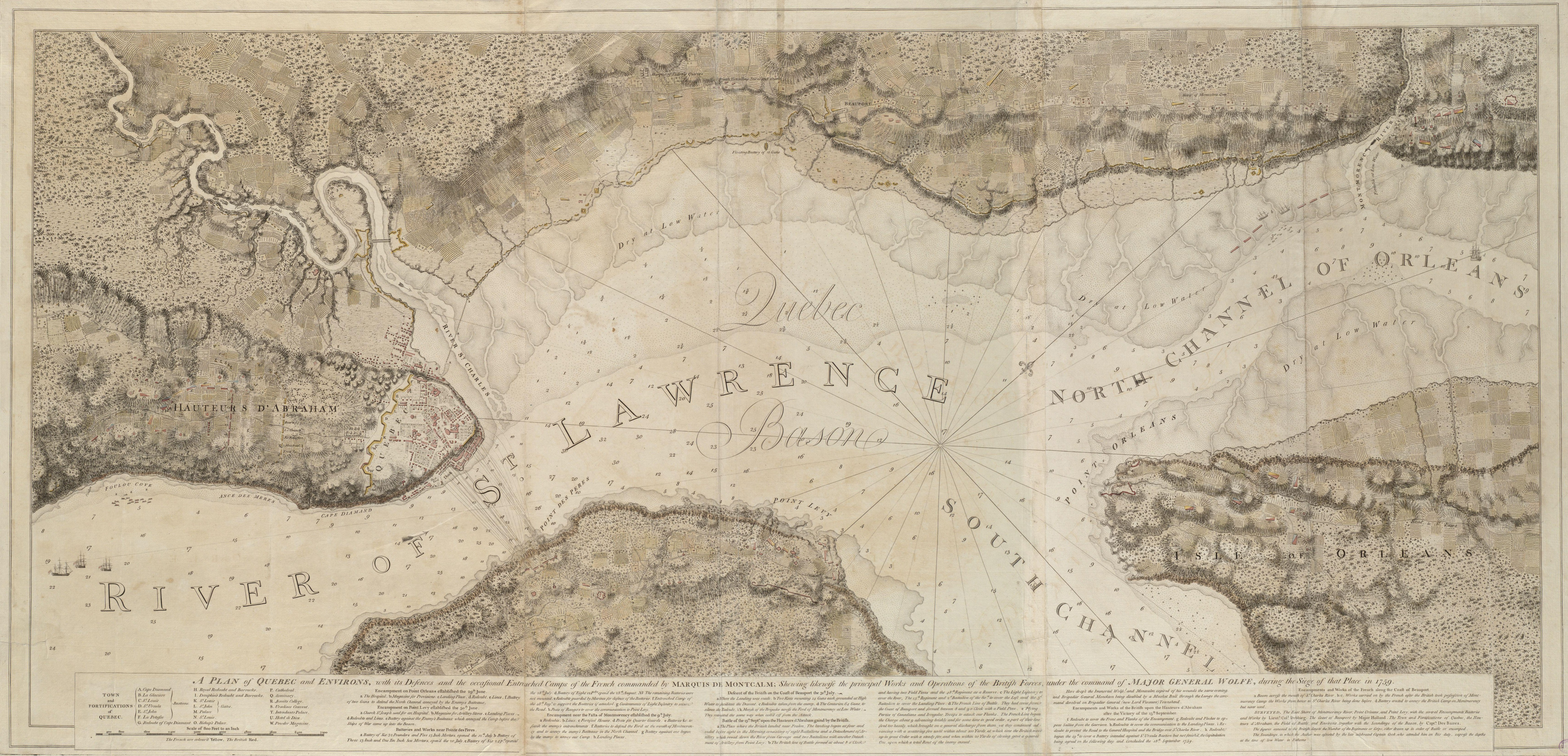
Siège de Québec de 1759 par DesBarres

  - Les batteries flottantes françaises attaquent le campement britannique de la Pointe-Lévy[15].
  - Une seconde expédition contre les troupes britanniques à la Pointe Lévy est annulée, encore une fois parce que le camp français pense que c'est peut-être une ruse et ne veut pas affaiblir sa position à Beauport[27].
- Le lundi 2, Wolfe est à la Pointe Lévy pour effectuer une reconnaissance de la ville de Québec, de l'autre côté du fleuve, en face de lui. Il ordonne la construction de batteries à la Pointe aux Pères[28].
- Le mardi 3...
  - après discussion avec Saunders, Wolfe prend la décision de tenter un débarquement du côté de Beauport, même si la flotte ne peut les aider[28].
  - Vaudreuil ordonne l'établissement d'un campement de 300 Canadiens et des Amérindiens dans la région de l'Anse des Mères, Foulon, St-Michel et Sillery, craignant un possible débarquement à cet endroit[29].
- Le mercredi 4, St-Léger, Joseph Goreham et un détachement de 270 soldats de la brigade de Murray sont envoyés pour effectuer la reconnaissance de la rivière Chaudière, St-Michel, Anse des Mères, etc.[28].
- Le vendredi 6, un transfuge rejoint le camp français à la nage (à partir de l'Île d'Orléans)[30]. L'armée française est à nouveau informée que la véritable intention de Wolfe est d'effectuer une descente sur la Côte du Nord au-delà du Sault de Montmorency[31].
- Le dimanche 8, au cours de la nuit, Wolfe débarque avec les grenadiers à trois quarts de mille des chutes Montmorency. Il est ensuite rejoint par la brigade de Townshend. Les Britanniques ne rencontrent aucune opposition[32].
- Le mardi 10, la brigade de Murray rejoint les troupes de Wolfe et Townshend[32].
- Le 11, les principaux marchands et négociants de la ville de Québec présentent une « pétition » au gouverneur Vaudreuil dans laquelle ils offrent leurs services pour attaquer les batteries de la Pointe Lévy. Malgré les réticences des généraux, un groupe de 1 600 hommes « de toutes sortes » est finalement assemblé. Parmi les miliciens, il y a des écoliers et des marchands. Jean-Daniel Dumas (avec des volontaires parmi les soldats réguliers et des Amérindiens) dirige l'opération et quitte Québec dans la nuit[33].
- Le jeudi 12...
  - La troupe que commande Jean-Daniel Dumas traverse le fleuve durant la nuit. D'après une source, des miliciens sont pris de panique et tirent par mégarde sur leurs propres hommes qu'ils prennent pour l'ennemi. L'opération est annulée dans la confusion alors que les britanniques ne sont pas même conscient de la présence française dans les bois[34].
  - Vers les 21h, les batteries britanniques de la Pointe-Lévy débutent le bombardement de la ville de Québec[34]. (La ville sera bombardée toutes les nuits, parfois le jour pendant deux mois. Le feu des batteries sera augmenté avec de nouveaux canons qui commenceront à tirer le 20 juillet, le 28 juillet, et le 28 août. Les britanniques tirent entre autres avec des « carcasses », c'est-à-dire des projectiles incendiaires[35])
- Le lundi 16, les tirs des batteries de la Pointe Lévy déclenchent un incendie dans la ville de Québec vers 12h00[15].
- Le mercredi 18, dans la nuit le Sutherland, les frégates Diana et Squirrel, deux sloops armés et deux transports se faufilent par l'étroit passage entre Québec sur la rive Nord et Lévy sur la rive Sud[36].
- Le jeudi 19, Wolfe est à Pointe Lévy pour effectuer la reconnaissance du pays qui environne Québec sur la rive Nord[36].
- Le vendredi 20...
  - Wolfe remonte la rivière Chaudière avec un détachement de soldats pour effectuer la reconnaissance de cette région, plus Sillery et Cap Rouge de l'autre côté du fleuve[36].
  - Le Squirrel est endommagé par le feu ennemi. Le camp français, très alarmé par le passage de la flottille britannique dans la nuit du 18-19, avait fait transporter deux canons de 18 cm et un mortier à proximité de l'Anse des Mères où s'étaient ancrés les bateaux britanniques en plus des 600 hommes dirigés par Dumas[37].
  - Wolfe ordonne à Monkton d'opérer une descente, probablement à la hauteur de St-Michel, mais annule cet ordre le même jour. L'opération devra attendre quelques jours[38].
- Le samedi 21, Guy Carleton opère un débarquement à Pointe aux Trembles, à 20 milles de Québec. Après quelques escarmouches avec des Amérindiens, il retraite emportant avec lui des prisonniers civils, dont un groupe de femmes et un prêtre[39].
- Le dimanche 22...
  - les femmes et le prêtre sont envoyés à Québec sous un drapeau blanc[39].
  - un incendie est à nouveau déclenché dans la ville de Québec durant la nuit en raison des bombardements provenant des batteries de la Pointe-Lévy[15]. Tout le centre de la Haute-Ville est détruit et Québec perd sa cathédrale[35].
- Le mercredi 25, le major Joseph Dalling placarde un deuxième manifeste terroriste au nom de son supérieur James Wolfe sur les portes de l'église de St-Henri[40],[41]
- Le jeudi 26, Wolfe effectue la reconnaissance de la rivière Montmorency, à quelque 3 milles du camp britannique. Il se produit une âpre escarmouche entre les deux camps. Les Britanniques dénombrent 45 tués et blessés de leur côté[42].
- Le vendredi 27, durant la nuit, le camp français pousse un cajeux en direction de la flotte anglaise. Des petits bateaux britanniques réussissent à remorquer l'engin incendiaire et aucun vaisseau ne subit de dommage[43].
- Le samedi 28, Wolfe prend finalement la décision d'attaquer le camp français le 30 juillet sur la ligne de défense de Beauport et communique ses premiers ordres à Monkton. Le plan est de s'emparer d'une redoute française pour forcer les Français à sortir de leurs retranchements[43].

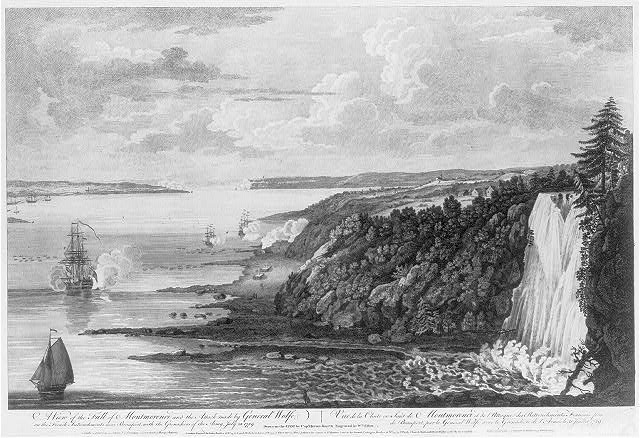
Bataille de Beauport près des chutes Montmorency

- Le lundi 30, les vents ne sont pas favorables aux mouvements navals du plan d'attaque britannique et l'opération est reportée au jour suivant[44].
- Le mardi 31, bataille de Beauport (ou Montmorency).
  - À l'aube, le navire de guerre Centurion commence sa tirade contre les deux batteries françaises les plus à l'Est, pendant que la force de débarquement britannique qui doit attaquer la redoute française effectue sa descente.
  - Au commencement de l'attaque, Wolfe se rend compte que la redoute dont il espérait s'emparer est plus près des lignes françaises qu'il l'avait évalué : elle se trouve en effet à portée de tir des lignes françaises. Il est trop tard pour tout annuler à ce stade et Wolfe commande à ses troupes de foncer sur les retranchements français. Britanniques : 210 tués et 230 blessés au cours de l'attaque de front contre les lignes de défenses françaises vs. Français : 60 tués et blessés par la canonnade des vaisseaux britanniques contre la redoute[45].

## Août
- Le mercredi 1, Wolfe donne l'ordre de fortifier et de mieux armer le camp de Montmorency[46].
- Le vendredi 3, Wolfe ordonne au brigadier Murray de tenter une attaque contre le dépôt de munitions à Trois-Rivières et de diviser et distraire l'ennemi en tenant de multiples descentes à l'ouest de Québec[46].
- Le samedi 4, Wolfe ordonne la destruction « des habitations et des établissements dans la Baie St-Paul ». Il choisit Joseph Goreham, capitaine des Rangers américains, pour diriger cette expédition de représailles contre la population locale. Dans une lettre à Monkton, il propose de fournir de 200 à 220 Rangers à Goreham[47], mais c'est plutôt 150 Rangers qu'il aura à son emploi et plus tard un détachement de 300 soldats vient les rejoindre. Gorham fait incendier Baie-Saint-Paul le 9[47]. L'expédition procède ensuite vers La Malbaie à dix lieues à l'Est qui est aussi incendié. Traversant sur la Côte du Sud, ils détruisent une partie de la paroisse de Sainte-Anne-de-la-Pocatière et celle de St-Roan et s'en retournent à leur campement le 15[15].
- Le lundi 6, ..
  - Montcalm ordonne le renforcement de la force commandée par le colonel de Bougainville à l'ouest de Québec[48].
  - Goreham et ses hommes s'embarquent pour la Baie St-Paul[49].
- Le mercredi 8...
  - la force commandée par le brigadier-général Murray tente deux descentes sur la côte du Nord à la hauteur de Pointe-aux-Trembles (aujourd'hui Neuville). La première, effectuée à marée basse, est annulée à cause des rochers qui bloquent ses bateaux le long de la rive. La deuxième, à marée haute, est repoussée par le feu des forces de Bougainville. Le camp britannique perd 140 hommes (tués ou blessés) incluant 30 marins[48].
  - durant la nuit, les batteries de la Pointe-Lévy bombardent la Basse-Ville de Québec comme à l'habitude. Les pots-à-feux incendient des édifices en quatre endroits différents. Le feu, qui se communique aux alentours, fait des ravages. Quelque 150 maisons sont brûlées cette nuit-là[50]. 152 maisons et l'église Notre-Dame-des-Victoires selon Stacey[35].
- Le jeudi 9...
  - Murray fait descendre la totalité de ses troupes à Saint-Antoine-de-l'Isle-aux-Grues sur la côte du Sud[48].
  - Le camp français apprend la nouvelle de la prise du Fort Niagara. (Voir : Bataille de Fort Niagara) De Lévis est envoyé aux rapides du Lac Ontario avec 800 hommes. Montcalm se déplace pour occuper la position que défendait jusqu'alors de Lévis à proximité de Beauport[51].
- Le mercredi 15...
  - Wolfe écrit à Monkton que « Toutes les maisons et les étables entre la rivière Etchemin et la rivière Chaudière peuvent être brûlées à la première opportunité. [...][47] ».
  - la ville de Québec prend flamme pour une quatrième fois durant la nuit en raison des bombardements effectués par les batteries de Monkton[15].
- Le samedi 18, Murray tente un nouveau débarquement de son détachement sur la côte de Québec à Deschambault. Ses hommes réunissent à faire sauter un dépôt d'armes français, mais sont ensuite chassés par l'adversaire. Selon Stacey, qui se réfère aux comptes rendus du camp britannique, la force de Bougainville arrive trop tard : les troupes britanniques sont déjà tous rembarqués[48].
- Le dimanche 19, Wolfe, qui est déjà malade depuis quelque temps, est faible au point de devoir rester au lit toute la journée[52].
- Le mercredi 22, Wolfe écrit « J'ai l'intention de brûler tous les édifices et les récoltes de l'ennemi sur la Côte du Sud[47]. »
- Le jeudi 23...
  - les hommes de Goram commencent la destruction des villages sur la côte du Nord entre Montmorency et St-Joachim. Il y a aussi des incendies sur l'Île d'Orléans[47].
  - la force de Goreham est renforcée par 300 soldats du 43e régiment, sous les ordres du capitaine Alexander Montgomery, pour faire face aux hommes de Philippe-René Robinau de Portneuf, curé de Sainte-Anne-de-Beaupré. Avec un canon, les britanniques forcent le camp adversaire à sortir des maisons où ils sont enbarricadés. Les hommes de M. de Portneuf, au nombre d'une trentaine, sont faits prisonniers, tués et scalpés[53].
- Le samedi 25, 
  - Murray est de retour au camp de la Pointe Lévis. Il rapporte la nouvelle (obtenue de prisonniers qu'il a fait) de la victoire britannique au Fort Niagara[51].
  - Wolfe prend du mieux et est en voie de récupération selon l'officier Knox[52].
- Le lundi 27, durant la nuit, la frégate Lowestoft, le sloop Hunter et trois ou quatre petits vaisseaux passent à l'ouest de Québec malgré les tirs des batteries de la ville[54].
- Le mardi 28, Wolfe tient un conseil de guerre avec ses brigadiers. Il leur soumet un mémoire qui décrit trois plans d'attaque possibles, tous sur la ligne de Beauport.
- Le jeudi 30, les brigadiers de Wolfe, après consultation avec Saunders, rejettent les trois plans de Wolfe. Ils suggèrent d'évacuer le camp de Montmorency et d'oublier complètement l'idée d'attaquer la ligne de Beauport. Ils donnent les détails d'un plan d'attaque qui consiste à faire débarquer presque toutes les troupes sur la Côte du Sud, à l'ouest de la rivière Etchemin, et d'y établir un campement, pour ensuite attaquer la Côte du Nord à l'ouest de Québec avec toute la force de l'armée[55].
- Le vendredi 31...
  - Wolfe se porte suffisamment bien pour reparaît devant ses hommes dans le camp de Montmorency[52].
  - Wolfe décide de suivre les recommandations de ses brigadiers[56].
  - durant la nuit, cinq vaisseaux britanniques dont la frégate Seahorse passent à l'ouest de Québec[54].

## Septembre
- Le samedi 1...
  - on commence l'évacuation du camp de Montmorency[57]. L'évacuation se termine tôt le 3 septembre. La majeure partie de la force britannique se trouve alors à Pointe Lévis[58].
  - le major George Scott et un détachement de soldats sous son commandement s'embarque à la Pointe-Lévy à destination de l'île Madame[59].
- Le lundi 3 : 
  - La troupe de Scott débarque à l'île Madame[59].
  - Les soldats britanniques évacuent entièrement leur position au Sault Montmorency[60]
- Le jeudi 6, Scott laisse le capitaine Goreham et la moitié du détachement en face de l'île Madame avec ordre de débarquer à la rivière du Sud dans deux jours, puis dans l'après-midi il franchit la Traverse avec l'autre moitié du détachement[59].
- Le vendredi 7, à 21h, Scott et ses hommes jettent l'ancre en face de Kamouraska[59].
- Le samedi 8...
  - à 13h, Scott envoie un petit groupe d'hommes à terre pour patrouiller la région. La patrouille ramène un prisonnier et l'interroge.
  - la descente prévue à marée haute sur la Côte du Nord entre Pointe-aux-Trembles (aujourd'hui Neuville) et Saint-Augustin est annulée en raison de la forte pluie. Le signal que l'opération est reportée est donné à 1h30 le 9 septembre[61]. L'opération est finalement annulée complètement car Wolfe change d'idée concernant le lieu de la descente. Il préconise maintenant l'anse au Foulon[62].
- Le dimanche 9, à 2h30, Scott débute le débarquement de sa troupe environ trois milles à l'est de l'église de Kamouraska. Les soldats sont tous débarqués vers 14h. Ils brûlent 56 « maisons[63],[59] ».
- Le lundi 10, la troupe de Scott brûle 109 autre maisons à Kamouraska[59].
- Le mardi 11, la troupe de Scott marche de Kamouraska jusqu'à la Rivière-Ouelle, où l'on brûle 121 maisons[59].
- Le mercredi 12, on brûle 55 maisons et vole des bêtes au cap au Diable, à l'embouchure de la rivière Ouelle[59].

- le jeudi 13 :

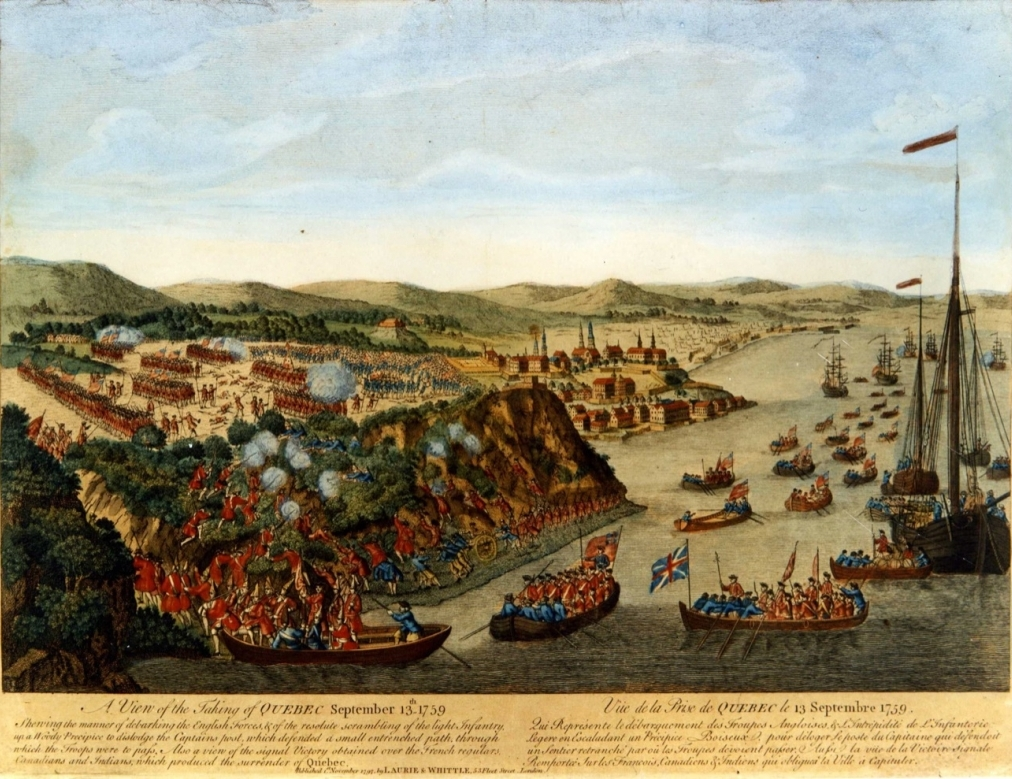
Bataille des plaines d'Abraham

  - vers 4 h, les premières troupes de soldats britanniques débarquent un peu à l'est de l'anse au Foulon.
  - vers 8 h, les troupes de Burton et de Carleton, sur la Côte du Sud, ont traversé le fleuve et rejoint le gros des troupes de l'autre côté[64].
  - vers 10 h, la bataille des plaines d'Abraham commence.
  - vers 10 h 30, le face-à-face des soldats des deux camps est terminée. Les régiments français retraitent et les soldats britanniques les poursuivent presque jusqu'aux murs de la ville[65].
  - La troupe de Scott brûle 216 maisons en remontant la rive est de la rivière Ouelle[59].
- Le vendredi 14, le matin, la troupe de Scott brûle 151 maisons sur chemin de Rivière-Ouelle à Sainte-Anne et 90 autres maisons de Sainte-Anne à Saint-Roch, en plus d'un sloop et d'une goélette.
- Le samedi 15, Jean-Baptiste-Nicolas-Roch de Ramezay tient un conseil de guerre. Il demande l'avis de ses officiers. 13 sur 14 sont d'avis qu'il faut capituler dans les termes les plus honorables. Seul l'officier de Fiedmont est d'avis qu'il faut réduire les rations et défendre la ville jusqu'au bout tel qu'ordonné par Vaudreuil[66].
- Le lundi 17...
  - les Britanniques, qui se préparent à bombarder les fortifications de la ville du côté de la haute-ville, ont maintenant (selon Knox) 60 canons et 58 obusiers et mortiers au sein de leurs batteries. 8 grands navires de guerre sont en position pour bombarder la basse-ville.
  - vers 15h, de Ramezey hisse le drapeau blanc et envoie Joannès au camp britannique pour proposer la capitulation[67]. La capitulation est acceptée en entier sauf un article qui permettait à la garnison de rejoindre l'armée commandée par de Lévis[68].
  - le soir, le commandant de la cavalerie, de la Rochebeaucourt, se rend à Québec avec quelques hommes transportant avec eux une centaine de poches de biscuits[67]. De Ramezay informe de la Rochebeaucourt que les Britanniques ont accepté la capitulation et qu'il est trop tard[68].

- Le mardi 18...

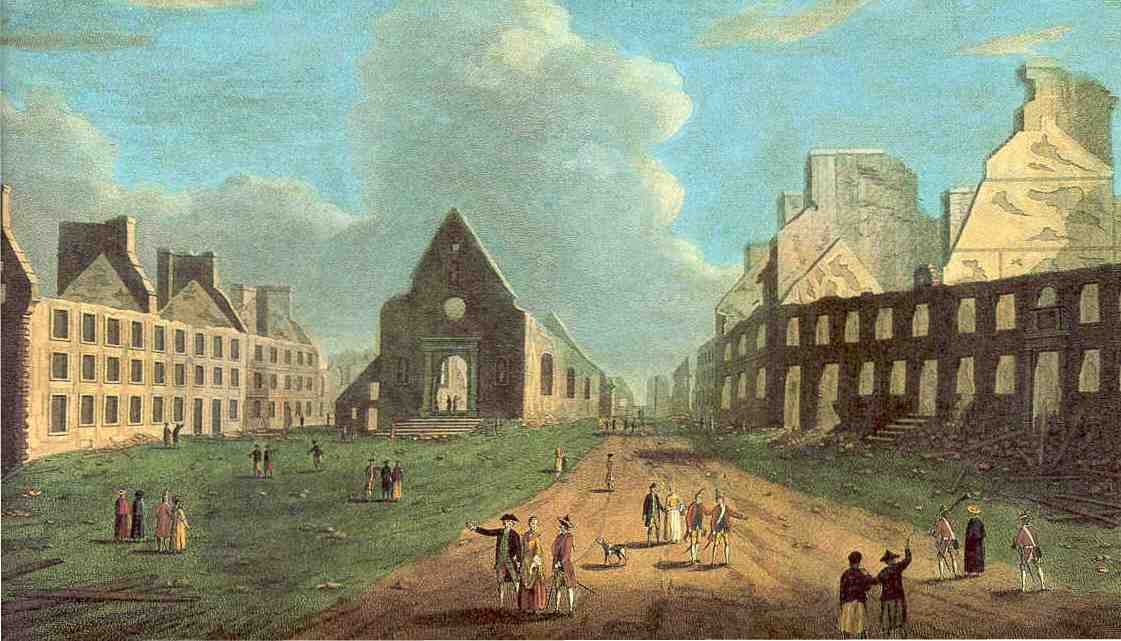
Église de Notre-Dame des Victoires après guerre

  - le matin, de Ramezay et Townshend signent la capitulation de Québec dans le camp britannique[69].
  - le soir, le camp britannique prend possession de la forteresse de Québec. Le colonel Williamson de l'artillerie royale hisse l'Union Jack au-dessus des murs de Québec[68].
- Le mercredi 19, Scott écrit dans son rapport qu'il a marché 52 milles de Kamouraska jusqu'au camp britannique sur l'île d'Orléans, et brûler « 998 bons édifices, deux sloops, deux schooners, dix chaloupes, plusieurs bateaux et petites voiles, fait 15 prisonniers (6 femmes et 5 enfants), tués 5 ennemis, un soldat régulier blessé, deux Rangers tués et 4 autres Rangers blessés[47]. »